# Stazione di Ormea
La stazione di Ormea è una stazione ferroviaria, capolinea della ferrovia Ceva-Ormea, posta al servizio dell'omonimo comune quale capolinea di treni turistici.

## Storia
La stazione fu attivata il 15 febbraio 1893, all'apertura del tronco finale (da Trappa) della linea da Ceva.
L'impianto disponeva in origine di 2 binari passanti, di area rimessa locomotive (collegata da un fascio binari che si distaccava dal secondo) e uno scalo merci, composto da un piano caricatore, da un magazzino, da un ampio piazzale interno e da un binario tronco di accesso (in origine tale binario era affiancato da un altro binario al servizio della banchina di carico e scarico che si addentrava nel piazzale interno).
Dal 2001 la gestione dell'intera linea, e con essa quella della stazione di Ormea, passò in carico a Rete Ferroviaria Italiana la quale ai fini commerciali classifica l'impianto nella categoria "Bronze".
Al seguito dei provvedimenti di semplificazione delle linee a traffico ridotto, intorno alla metà del primo decennio degli anni 2000 la stazione risultava trasformata in fermata, vedendo l'eliminazione di tutti i binari ad eccezione del primo di corretto tracciato.
Al 2002 la fermata risultava impresenziata insieme a tutti gli altri impianti sulla linea ad esclusione della stazione di Ceva.
La fermata rimase senza traffico dal 17 giugno 2012 per effetto della sospensione del servizio sulla linea.
In vista della riapertura della linea a fini turistici, nel mese di giugno 2016 sono stati effettuati lavori per il ripristino del secondo binario, per consentire alle motrici di effettuare manovre, nonché altre opere di pulizia e manutenzione dell'area e delle strutture di pertinenza della stazione, quale la vecchia torre dell'acqua, ritinteggiata dopo anni in stato di degrado. Nell'impianto effettuano fermata tutti i treni storici che percorrono la linea, a partire dall'11 settembre 2016.
Il 25 novembre dello stesso anno la linea è stata interrotta a causa dell'esondazione del Tanaro, che ha provocato una frana a ridosso del fiume nel tratto tra Priola e Pievetta, da cui sono ceduti 500 metri di binari. Nonostante il danno è stata svolta ugualmente l'ultima corsa turistica dell'anno con un treno a vapore, con capolinea la fermata di Bagnasco. L'anno successivo le corse sono proseguite fino a Pievetta mentre le stazioni successive, compresa Ormea, tornarono ad essere senza traffico, nell'attesa del completo ripristino della linea, previsto nel 2018.

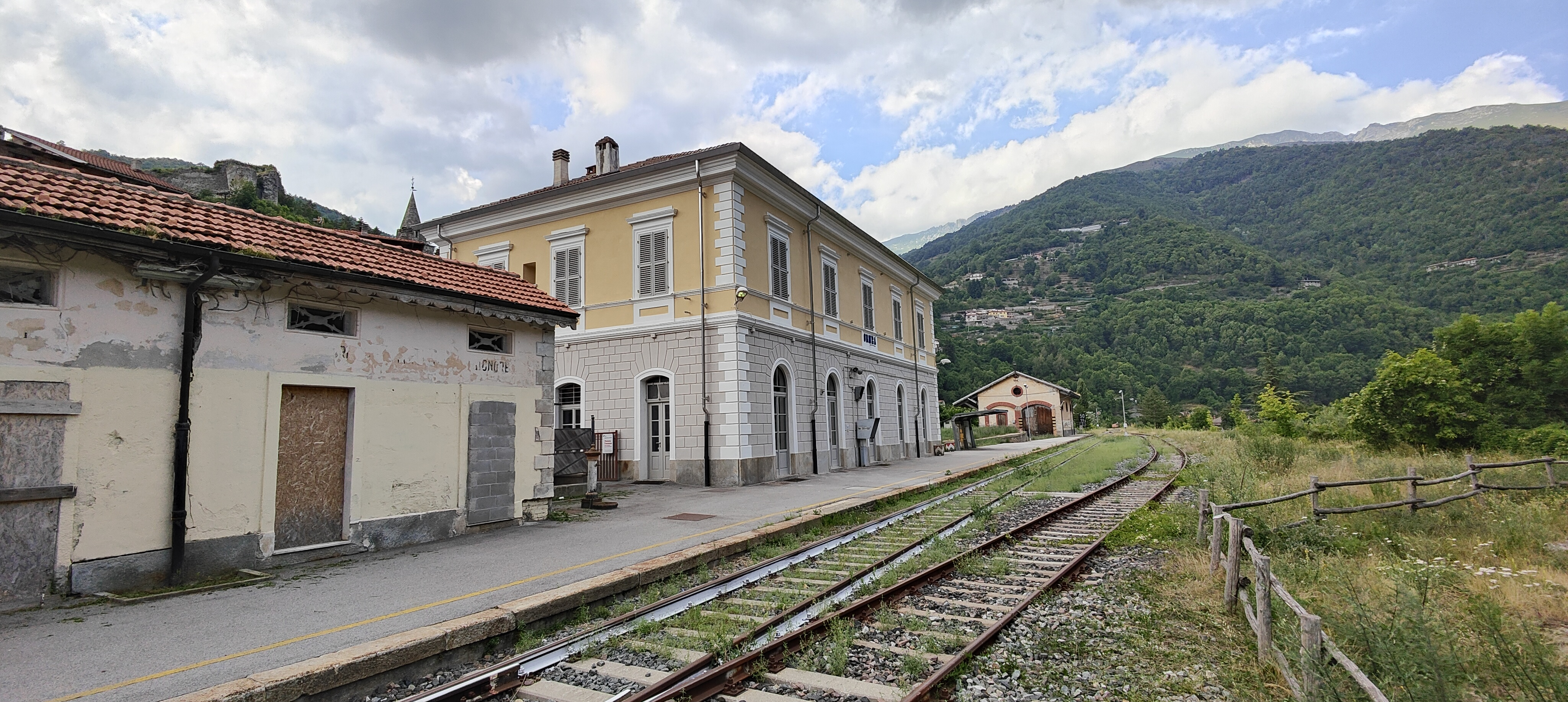
La stazione di Ormea (foto Lug. 2022)

## Strutture e impianti

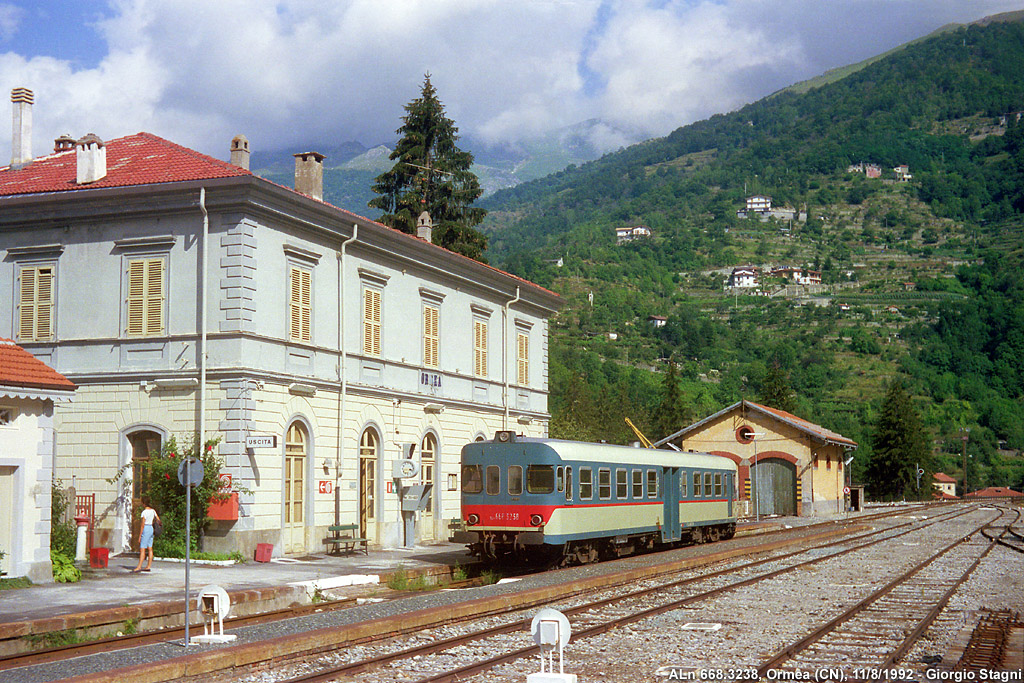
Stazione lato binari, nel 1992

La stazione, gestita da Rete Ferroviaria Italiana, nel suo assetto originario, si presentava dotata di due binari dedicati al traffico passeggeri, divisi da una banchina ad isola e con un'ulteriore banchina a servizio del primo binario. Le due banchine erano collegate a raso mediante una passerella in legno. A partire da questi binari ne derivavano numerosi altri tronchi, a servizio dello scalo merci, della rimessa locomotive e per il rifornimento delle locomotive a vapore.
Con la progressiva perdita di importanza dello scalo, la cessazione dei servizi merci e l'uso sempre maggiore delle automotrici, che non necessitano di un binario di manovra per invertire la marcia, gran parte del piazzale risultava al 2004 in stato di abbandono. Pochi anni dopo vennero rimossi tutti i binari, con la sola eccezione di quello di corsa della linea, rendendo l'impianto una semplice fermata.
Nel 2016, con la proposta di riutilizzo della ferrovia, chiusa al traffico commerciale dal 2012, come linea turistica, è stato ripristinato il secondo binario ed è stata completamente abbattuta la banchina ad isola, visto il suo inutilizzo.
Al 2016 la stazione è dotata di 2 binari tronchi della linea a binario unico, che si ricongiungono in fondo alla stazione formando un'asta di manovra. Il primo binario, provvisto di marciapiede, è utilizzato per l'imbarco dei passeggeri; il secondo è soltanto di servizio per le manovre delle motrici, che effettuano passaggio dalla coda alla testa del treno. Il traffico è regolato da un unico segnale luminoso di partenza, in direzione Ceva, e da quello di fine linea, nella direzione opposta. L'azionamento degli scambi è manuale ed è effettuato dal personale sul posto, poiché la stazione non è dotata di dispositivi per il comando centralizzato tramite apparato ACEI.
Il fabbricato viaggiatori è a due piani. A seguito dell'impresenziamento dell'impianto, esso venne chiuso e per ovviare alla mancanza di un riparo in caso di maltempo venne aggiunta una pensilina in metallo dotata di una biglietteria automatica (in seguito rimossa), due obliteratrici e di pannelli informativi per i viaggiatori.
Nella stazione sono ancora presenti altre strutture, tra cui il magazzino merci e la torre dell'acqua per le locomotive a vapore.

## Movimento
La fermata, durante gli ultimi anni di servizio, era servita solamente da regionali effettuati da Trenitalia nell'ambito del contratto di servizio stipulato con la Regione Piemonte.
Dal 2016, l'impianto è servito su calendario da treni storici della Fondazione FS.

## Interscambi
- Fermata autobus